# Альтмаркське перемир'я
Альтмаркське перемир'я — мир, укладений між Швецією і Річчю Посполитою 26 вересня 1629 року строком на 6 років, що поклав край війнам між Швецією та Польщею, які з невеликими проміжками тривали з 1600 по 1629 рік.
Перемир'я було укладено поблизу Гданська в померанському селі Альтмарк (нім. Altmark, нині Старий Тарг у Поморському воєводстві Польщі). Посередниками укладання миру виступили Франція, Англія і Голландія, які мали на меті залучення Швеції у війну проти Габсбургів. По закінченні перемир'я, в 1635 році, Швеція та Річ Посполита уклали нове, Штумсдорфське перемир'я.
Укладання Альтмаркського перемир'я дозволило Швеції вступити в Тридцятирічну війну 1618—1648 років.
Перемир'я було укладене за ініціативою Швеції після нищівної поразки шведів від об'єднаних сил поляків та австрійців під Трстено, але, тим не менше, виснажена війнами з Швецією та Московським царством Польща була змушена погодитись на значні поступки Швеції:
- Швеція зберігала частину Ліфляндії з Ригою і більшість портів у Східній та Західній Пруссії, за винятком Кенігсберга, Гданська і Пуцька.
- За окремим договором з Гданськом Швеція отримувала більшу частину мит з польської торгівлі, яка проходила через порт Гданська.
- Річ Посполита втратила право будувати і мати військовий флот у Гданську.
- Річ Посполита зберігала частину Ліфляндії, відому як Польська Ліфляндія або Лівонія (нинішня територія Латгалії).